# Esfera con cuernos de Alexander

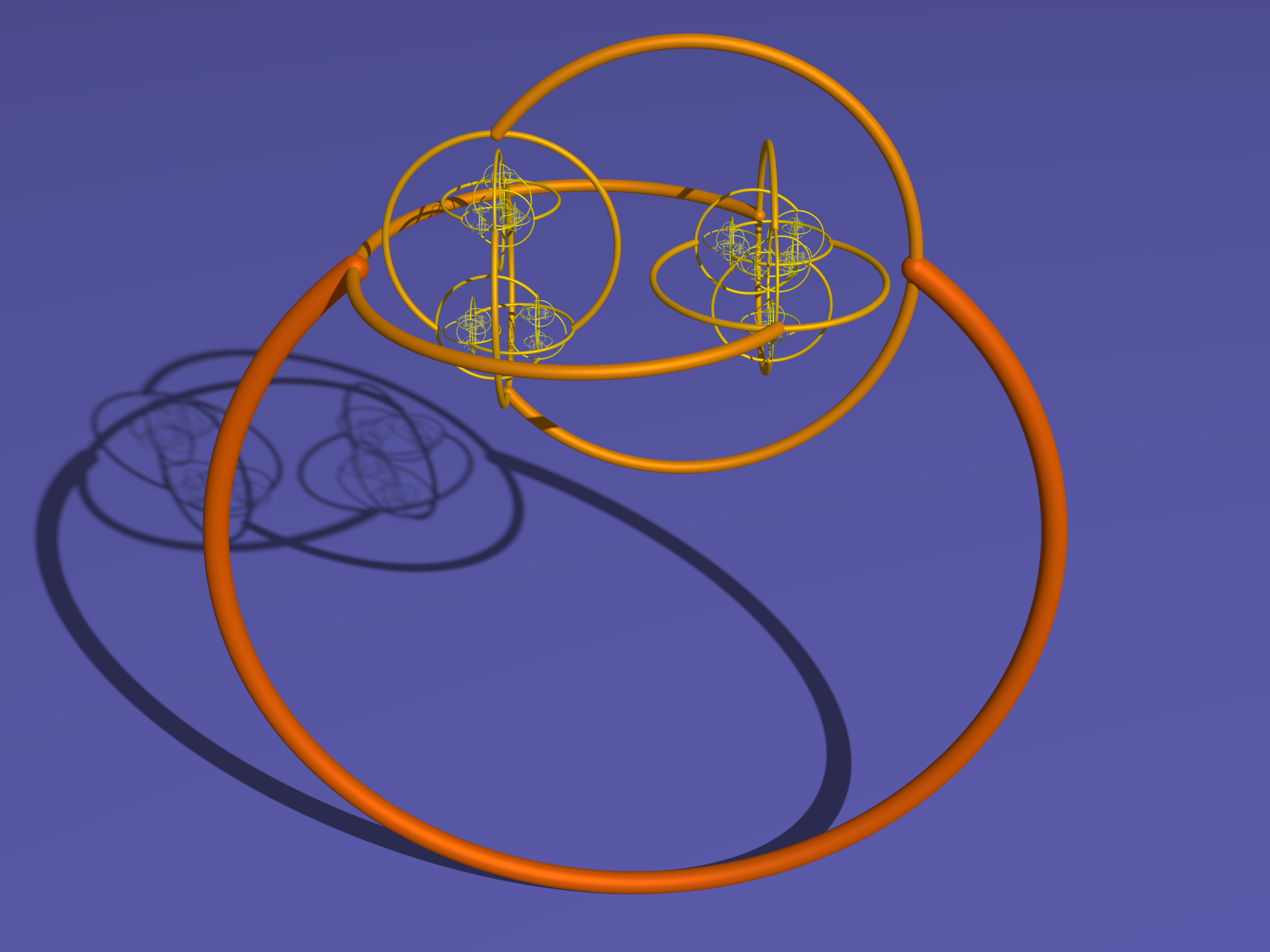
Esfera de Alexander con cuernos.

Construcción animada de la esfera de Alexander.

En topología, la esfera con cuernos Alexander es una 2-esfera embebida en {\displaystyle \mathbb {R} ^{3}}, cuyo exterior no es homeomorfo al exterior de la 2-esfera canónica en {\displaystyle \mathbb {R} ^{3}}.
Fue descubierta en 1924 por el matemático estadounidense James Alexander (1888–1971) como un ejemplo patológico que mostraba la imposibilidad de generalizar el Teorema de la curva de Jordan-Schönflies a dimensiones superiores.

## Construcción

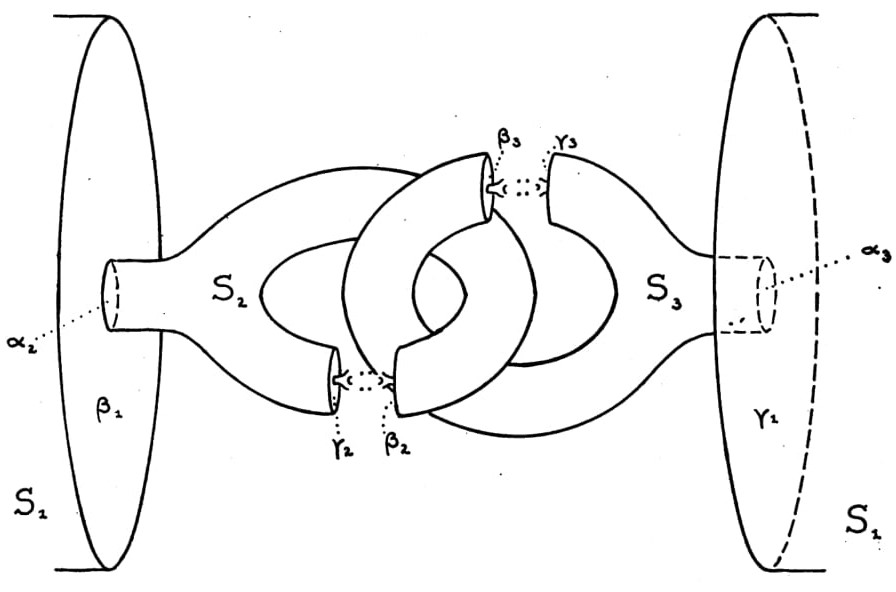
Diagrama de los primeros pasos iterativos en la construcción de la esfera con cuernos de Alexander, según el artículo original de Alexander de 1924

La esfera con cuernos de Alexander es el encaje particular de una esfera en un espacio euclidiano tridimensional obtenida mediante la siguiente construcción, comenzando con un toro estándar:
1. Se elimina una rebanada radial del toro.
2. Se conecta un toro perforado estándar a cada lado del corte, entrelazado con el toro del otro lado.
3. Se repiten los pasos 1-2 en los dos toros recién agregados ad infinitum.

Al considerar solo los puntos de los toros que no se eliminan en algún momento, se obtiene una incrustación en la esfera con un conjunto de Cantor eliminado. Esta incrustación se extiende a toda la esfera, ya que los puntos que se acercan a dos puntos diferentes del conjunto de Cantor estarán al menos a una distancia fija en la construcción.

## Descripción informal
Descrita de modo informal, se construye, como muestra la figura, sacando dos "cuernos" a una esfera, aproximándolos, dividiendo en dos cada uno de los cuernos anteriores y volviéndolos a aproximar, repitiendo el proceso indefinidamente. 
Representa un objeto topológicamente equivalente a la 2-esfera canónica de {\displaystyle \mathbb {R} ^{3}}, pero embebido en {\displaystyle \mathbb {R} ^{3}} de forma muy diferente. 
Si nos fijamos en el exterior de la esfera cornuda de Alexander, encontraremos que la esfera se encuentra anudada. En una esfera canónica siempre podremos liberar una cuerda atada en su exterior, pero en la esfera cornuda de Alexander será imposible liberar una cuerda que tenga que pasar a través de los cuernos entrelazados.
Así, del mismo modo que todos los nudos como espacios topológicos son homeomorfos a una circunferencia, pero nudos no equivalentes pueden tener exteriores no homeomorfos, la esfera canónica de {\displaystyle \mathbb {R} ^{3}} y la esfera cornuda de Alexander son homeomorfas y sus exteriores no.

## Historia
En 1909 se completó la demostración del Teorema de la curva de Jordan-Schönflies. Como consecuencia directa del mismo, quedaba demostrado que cualquier curva cerrada simple dividía el plano en dos regiones: la interior, homeomorfa al interior del disco unidad, y la exterior, homeomorfa al exterior del mismo disco.
En 1921, J. W. Alexander buscaba un análogo en dimensión superior de este teorema. Cuando creía tener probado este resultado, descubrió un fallo. En 1924 descubrió como contraejemplo la esfera cornuda: su exterior no era homeomorfo al exterior de la esfera canónica.